# Carlo Maria Caracciolo
Carlo Maria Caracciolo, duc de San Giorgio ( - Barcelone, 26 janvier 1641) est un militaire du royaume de Naples au service du roi d'Espagne.

## Biographie
Fils de Carlo Andrea Caracciolo (1583 - 1646), frère de Gerolamo Maria Caracciolo, durant la Guerre des faucheurs, il a participé à la prise de Tortosa, à la bataille du col de Balaguer, à la bataille de Martorell et ensuite à la bataille de Montjuïc le 26 janvier 1641, lors de laquelle il a été tué de la main de Manuel d'Aux Borrellas.